# Droga wojewódzka nr 412
Droga wojewódzka nr 412 (DW412) – droga wojewódzka o długości 7 km, leżąca na obszarze województwa kujawsko-pomorskiego. Trasa ta łączy Tupadły z Kobylnikami. Droga leży na terenie  powiatu inowrocławskiego.

## Dopuszczalny nacisk na oś
Na całej długości drogi wojewódzkiej nr 412 dopuszczalny jest ruch pojazdów o nacisku pojedynczej osi do 10 ton.

## Miejscowości leżące przy trasie DW412
- Tupadły (DK15, DK25)
- Krusza Zamkowa
- Przedbojewice
- Janowice
- Kobylniki (DK62)